# Rampensau (Fernsehserie)
Rampensau ist eine deutsche Fernsehserie, deren erste Staffel ab November 2019 auf VOX ausgestrahlt wurde und die zehn Folgen umfasst. Die Serie basiert auf der israelischen Serie Metumtemet. Für die deutsche Adaption gab es im Sommer 2019 insgesamt 70 Drehtage in Berlin.

## Hintergrund
Rampensau hat keine abgeschlossenen Episoden, sondern verfolgt nahezu ausschließlich einen die gesamte Staffel umfassenden Handlungsstrang.
Obwohl der Sender zunächst eine zweite Staffel in Auftrag gegeben hatte, entschied man sich aufgrund finanzieller Überlegungen und wegen der Corona-Krise, die Serie nach einer Staffel zu beenden.

## Handlung
Shiri Conradi ist Schauspielerin und als solche ziemlich erfolglos. Um finanziell über die Runden zu kommen, vermittelt ihr Kumpel Louis ihr einen Kellnerjob auf einem Polizeifest. Dort lernt sie den Ermittler Ulf kennen, der mit ihr schlafen will. Als dies scheitert, folgt er Shiri zu ihrer Wohnung und wird abgewiesen. Auf dem Weg aus dem Haus begegnet Ulf Shiris Freund, entdeckt bei diesem eine große Menge Drogen und verhaftet ihn.
Parallel kommen an einer Schule Drogen in den Umlauf. In Folge des Konsums fällt die Tochter des Berliner Innensenators ins Koma und die Ermittler geraten unter Druck, schnell Fortschritte zu präsentieren.
In Folge der Verhaftung ihres Freundes ist Shiri bereit alles zu tun, um ihn zu entlasten und aus dem Gefängnis zu holen. Da sie sehr jung aussieht und die Ermittler der Drogenfahndung dem Innensenator eine gute Idee präsentieren müssen, kommt die Idee auf, Shiri undercover als Schülerin an das Gymnasium zu schicken.
Im Laufe der Staffel gelingt es Shiri tatsächlich herauszufinden, wer die Drogen in den Umlauf bringt. Nachdem sie allerdings ein Gespräch belauscht hat, in dem die Ermittler zugeben, eigentlich nicht genügend Beweise für eine Inhaftierung von Shiris Freund Jonas zu haben und ihn nur als Druckmittel zu gebrauchen, verschweigt Shiri ihre Erkenntnisse und versucht stattdessen selber mit Drogen zu dealen, um einen besonders guten Anwalt bezahlen zu können.

## Darsteller
| Rollenname                   | Darsteller(-in)     | Rolle                                   |          |
| ---------------------------- | ------------------- | --------------------------------------- | -------- |
| Shiri Conradi/„Shiri Müller“ | Jasna Fritzi Bauer  | Schauspielerin/„Undercover-Ermittlerin“ | 1.1–1.10 |
| Louis                        | Daniel Zillmann     | Freund von Shiri                        | 1.1–1.10 |
| Jonas                        | Benjamin Lillie     | Ex-Freund von Shiri                     |          |
| Natti                        | Laura Louisa Garde  | Freundin von Shiri                      | 1.1–1.10 |
| Martin Wallmann              | Peter Schneider     | Chef der Drogenfahndung                 | 1.1–1.10 |
| Ulf Rudnik                   | Peter Fieseler      | Ermittler der Drogenfahndung            | 1.1–1.10 |
| Anja Rudnik                  | Lorna Ishema        | Ermittlerin der Drogenfahndung          | 1.1–1.10 |
| Bastian Tess                 | Florian Bartholomäi | Schuldirektor                           | 1.1–1.10 |
| Katrin Bongartz              | Eva Meckbach        | Lehrerin                                | 1.1–1.10 |
| „Amboss“                     | Ronald Kukulies     | Chef Drogenkartell/Vater von Maurice    | 1.1–1.10 |
| Maurice                      | Jacob Schmidt       | Mitschüler von Shiri                    | 1.1–1.10 |

## Episodenliste
| Episode | Titel          | Erstausstrahlung Free-TV | Einschaltquoten |
| ------- | -------------- | ------------------------ | --------------- |
| 1       | Die Verhaftung | 20. November 2019        | 1,34 Mio.       |
| 2       | Das Angebot    | 20. November 2019        | 1,39 Mio.       |
| 3       | Die Prüfung    | 27. November 2019        | 1,11 Mio.       |
| 4       | Die Schule     | 27. November 2019        | 1,15 Mio.       |
| 5       | Das Geheimnis  | 4. Dezember 2019         | 0,90 Mio.       |
| 6       | Die Pillen     | 4. Dezember 2019         | 0,93 Mio.       |
| 7       | Clubbing       | 11. Dezember 2019        | 0,72 Mio.       |
| 8       | Die Suche      | 11. Dezember 2019        | 0,68 Mio.       |
| 9       | Das Kartell    | 18. Dezember 2019        | 0,83 Mio.       |
| 10      | Das Finale     | 18. Dezember 2019        | 0,83 Mio.       |